# El Adjwaa TV
El Adjwaa TV est une ancienne chaîne de télévision généraliste privée algérienne basée à Alger lancée en 5 octobre 2013 et dont le signal est diffusé depuis Londres. Elle est fermée par les autorités algériennes le  15 novembre 2022.

## Historique
Elle est la propriété de Bouchakor Zoubiri qui possède aussi le journal arabophone El Adjwaa crée en 2006 et basé à Oran. M. Zoubiri est un proche de Miloud Chorfi ancien député RND et ex président de l'Autorité de régulation de l’audiovisuel (Arav).
Le 15 novembre 2022, la chaîne est définitivement fermée pour avoir diffusé un film dans lequel un couple s’embrassait. L’Autorité de régulation de l’audiovisuel (Arav) justifie sa décision en argumentant que le film comportait des « scènes offensantes et contraires aux valeurs de notre société et à notre religion ». Elle reproche « des violations de l'éthique professionnelle par la chaîne +Al Adjwaa TV+, liées principalement au non respect des spécificités de la société algérienne, ainsi qu'aux atteintes aux mœurs publiques, à travers la diffusion de contenu à caractère immoral et de scènes licencieuses contraires aux valeurs sociétales »
Selon Jeune Afrique, les mesures d’interdiction se multiplient, certains professionnels l'interprétant comme le signe d’un durcissement général de la société. Pour le réalisateur Bachir Derrais, le pouvoir obéit aux « diktats de la société ».

## Diffusion
- El Adjwaa TV, avant sa fermeture,  est disponible sur le satellite Nilesat sur la fréquence 11595 V 22000